# Fluido activo
Un fluido activo es un material blando denso cuyos constituyentes pueden autopropulsarse. Los ejemplos incluyen suspensiones densas de bacterias, redes de microtúbulos o nadadores artificiales. Estos materiales caen en la amplia categoría de materia activa y difieren significativamente en sus propiedades comparándolas con las de los fluidos pasivos, que pueden describirse utilizando la ecuación de Navier-Stokes. Aunque los sistemas clasificables como fluidos activos se han observado e investigado en diferentes contextos durante un largo tiempo, el interés científico en las propiedades directamente relacionadas con la actividad ha aumentado únicamente en las últimas dos décadas. Estos materiales han mostrado una gran variedad de fases diferentes desde los patrones bien ordenados hasta estados caóticos. Las investigaciones experimentales recientes han sugerido que las distintas fases dinámicas exhibidas por los fluidos activos pueden tener importantes aplicaciones tecnológicas.

## Terminología
Los términos «fluidos activos», «nemática activa» y «cristales líquidos activos» se han utilizado casi como sinónimos para denotar las descripciones hidrodinámicas de materia activa densa. Aunque en muchos aspectos describen el mismo fenómeno, existen diferencias sutiles entre ellos. «Nemática activa» y «cristales líquidos activos» se refieren a sistemas donde los elementos constituyentes tienen orden nemático, mientras que «fluidos activos» es el término más genérico que combina sistemas con interacciones tanto nemáticas como polares.

## Ejemplos y observaciones
Existe un amplio rango de elementos celulares e intracelulares que forman fluidos activos. Estos incluyen sistemas de microtúbulos, bacterias, espermatozoides así como micronadadores inanimados. Estos sistemas forman una gran variedad de estructuras como redes regulares e irregulares, así como estados aparentemente aleatorios en dos dimensiones.

### Formación de patrones
Los fluidos activos han mostrado organización en redes regulares e irregulares en una amplia variedad de configuraciones. Estas incluyen redes hexagonales de microtúbulos, y redes de vórtice regular de espermatozoides. Desde un punto de vista topológico, puede considerarse que los elementos constituyentes en los estados cuasiestacionarios de los fluidos activos deben necesariamente ser vórtices. Sin embargo, se sabe poco sobre la escala de estos sistemas.

### Turbulencia activa
Los estados caóticos que presentan los fluidos activos se catalogan como turbulencia activa. Estos estados son cualitativamente similares a la turbulencia hidrodinámica, y por ello reciben ese nombre. Sin embargo, la investigación reciente ha indicado que las propiedades estadísticas asociadas con estos flujos son bastante diferentesa las de la turbulencia hidrodinámica.

## Mecanismos y modelos aproximados
El mecanismo detrás de la formación de varias estructuras en los fluidos activos es un área de investigación activa. Se sabe que la formación de estructuras en fluidos activos está íntimamente relacionada con defectos o disclinaciones en el campo del parámetro de orden, el orden de orientación de los agentes constituyentes. Un parte importante de la investigación en fluidos activos involucra modelar la dinámica de estos defectos para estudiar su papel en la formación de patrones y en la dinámica turbulenta en los fluidos activos. Entre las aproximaciones más tempranas y más utilizadas para modelar los fluidos activos están versiones modificadas del modelo de Vicsek. Estos modelos han probado capturar los diferentes estados dinámicos exhibidos por los fluidos activos. Aproximaciones más refinadas incluyen la derivación del límite continuo de las ecuaciones de la hidrodinámica para fluidos activos, y la adaptación de la teoría de cristales líquidos incluyendo los términos de actividad.

## Aplicaciones potenciales
Se ha propuesto un pequeño número de aplicaciones para los fluidos activos, como el suministro en motores moleculares utilizando la turbulencia activa y los estados de patrones. Además, dado el amplio número de aplicaciones de los cristales líquidos en distintas tecnologías, ha habido propuestas para aumentarlas utilizando cristales líquidos activos.